# Cueva Resava
Cueva Resava (también escrito Resavska, y en serbio: Ресавска пећина, Resavska pećina) es una cueva en la parte oriental del país europeo de Serbia.
La Cueva Resavska se encuentra en el este de Serbia en las proximidades de la ciudad de Despotovac (20 km). La cueva está a 52 km de la autopista Belgrado-Nis y a 152 km de Belgrado.
Es la primera cueva que está preparada para las visitas en Serbia. La longitud de la cueva totaliza 2.850 metros y las rutas turísticas tienen alrededor de 800 m de largo. La temperatura del aire es de 7 °C y tiene una humedad promedio de 80% -100%.
La Cueva Resava consta de tres pisos de pasajes y salas conectadas por túneles artificiales y decoradas con columnas y depósitos de calcita en varios colores.